# Uroš Kovačević
Pour les articles homonymes, voir Kovačević.
Uroš Kovačević (né le 6 mai 1993 à Kraljevo, alors en RF de Yougoslavie) est un joueur serbe de volley-ball. Il mesure 1,98 m et joue réceptionneur-attaquant. Il totalise 70 sélections en équipe de Serbie.

## Biographie
Son frère Nikola Kovačević est également joueur de volley-ball.

## Clubs
| Club             | De        | À        |
| ---------------- | --------- | -------- |
| ACH Volley       | 2010-2011 | déc 2012 |
| Pallavolo Modène | jan 2013  | ...      |

## Palmarès

### Club et équipe nationale
- Championnat du monde des moins de 19 ans (2)
  - Vainqueur : 2009, 2011
- Championnat d'Europe (1)
  - Vainqueur : 2011
- Championnat d'Europe des moins de 19 ans (1)
  - Vainqueur : 2011
  - Finaliste : 2009
- MEVZA (1)
  - Vainqueur : 2011
  - Finaliste : 2012
- Championnat de Slovénie (2)
  - Vainqueur : 2011, 2012
- Coupe de Slovénie (2)
  - Vainqueur : 2011, 2012

### Distinctions individuelles
- Meilleur joueur, meilleur marqueur et meilleur attaquant du Championnat d'Europe des moins de 19 ans 2011
- Meilleur joueur du Championnat du monde des moins de 19 ans 2011
- Meilleur joueur, meilleur joueur Championnat d'Europe  2019